# 絕命律師 (第二季)
美國犯罪劇情電視劇《絕命律師》第二季於2016年2月15日首播，並於2016年4月18日完結。該季總共十集，於星期一晚上在美國AMC播出。作為《絕命毒師》的外傳，《絕命律師》由文斯·吉利根和彼得·古爾德共同開創，而兩人都曾參與《絕命毒師》的製作。
該季與上一季一樣以2002年為時間背景，鮑勃·奧登科克重新飾演吉米·麥吉爾，他是一名與哥哥查克·麥吉爾（邁克爾·麥基恩 飾）鬧不和的律師。吉米的女朋友兼前郵件收發室同事金·魏斯勒（蕾亚·塞洪 飾）在該季尾段離開HHM律師行，開始在她與吉米共用的辦公室空間單獨執業。喬納森·班克斯亦重新飾演麥克·艾曼翠岳； 在上一季與納丘·瓦加（迈克尔·曼多 飾）策劃而跟杜可·薩拉曼卡（雷蒙·克魯茲 飾）發生爭執後，他在該季與墨西哥販毒集團發生衝突，繼而成為杜可的叔叔赫克托·薩拉曼卡（馬克·馬戈利斯 飾）針對的目標。
該季備受評論家好評，更獲得第68屆黃金時段艾美獎的六項提名，其中包括最佳劇情類劇集。

## 演員與角色

### 主要角色
- 鮑勃·奧登科克 飾演 吉米·麥吉爾（Jimmy McGill）：一名律師，與比他更成功的哥哥查克就道德問題發生爭執繼而不和。他目前化名為吉恩·塔卡維奇（Gene Takavic）在奧馬哈經營一家肉桂卷專門店。
- 喬納森·班克斯 飾演 麥克·艾曼翠岳（Mike Ehrmantraut）：一名在新墨西哥州的毒品黑社會工作的私家侦探，同時亦負責消滅證據。
- 蕾亚·塞洪 飾演 金·魏斯勒（英语：Kim Wexler）：吉米的密友和情人，與他在共用的辦公室空間單獨執業。[1][2]
- 帕特里克·法比安 飾演 霍華德·漢姆林（英语：Howard Hamlin）：查克在HHM律師行的合夥人，吉米的競爭對手。
- 迈克尔·曼多 飾演 納丘·瓦加（Nacho Varga）：墨西哥販毒集團薩拉曼卡家族分部的一名聰明和雄心勃勃的犯罪同夥。
- 邁克爾·麥基恩 飾演 查克·麥吉爾（英语：Chuck McGill）：吉米的哥哥和HHM律師行的合夥人，聲稱自己患有電磁波過敏症。

### 常設角色
- 小埃德·貝格里 飾演 克里夫·梅因（英语：List of characters in the Breaking Bad franchise#Cliff Main）：D&M律師行（Davis & Main）的管理合夥人。
- 馬克·馬戈利斯 飾演 赫克托·薩拉曼卡（英语：List of characters in the Breaking Bad franchise#Hector Salamanca）：杜可的叔叔，分佈於阿爾伯克基的墨西哥販毒集團分部的Don（英语：Don (honorific)）。
- 凯瑞·康顿 飾演 史黛西·艾曼翠岳（英语：List of characters in the Breaking Bad franchise#Stacey Ehrmantraut）：麥克的寡婦兒媳，凱莉·艾曼翠岳（Kaylee Ehrmantraut）的母親。
- 馬克·普羅克施（英语：Mark Proksch） 飾演 丹尼爾·“普萊斯”·沃馬爾德（英语：List of characters in the Breaking Bad franchise#Daniel Wormald）：一名向納丘出售藥片的製藥公司員工，在交易時僱傭麥克為保鏢。
- 奧馬爾·馬卡蒂（英语：Omar Maskati） 飾演 奧馬爾（Omar）：吉米在D&M律師行的助理。
- 杰茜·恩尼斯（Jessie Ennis） 飾演 艾琳·布里爾（Erin Brill）：D&M律師行的一名律師，奉命跟隨吉米。
- 布蘭登·K·漢普頓（Brandon K. Hampton） 飾演 厄内斯托（英语：List of characters in the Breaking Bad franchise#Ernesto）：查克的助手，在HHM律師行工作。
- 文森特·富恩特（Vincent Fuentes） 飾演 阿圖羅（Arturo）：一名為赫克托工作的罪犯。
- 雷克斯·林恩 飾演 凱文·華特爾（英语：List of characters in the Breaking Bad franchise#Kevin Wachtell）：梅薩維德銀行（Mesa Verde Bank）的首席執行官。
- 卡拉·皮夫科（英语：Cara Pifko） 飾演 佩奇·諾維克（英语：List of characters in the Breaking Bad franchise#Paige Novick）：梅薩維德銀行的高級顧問。
- 曼努埃爾·烏里扎（Manuel Uriza） 飾演 希門尼斯·拉塞爾達（英语：List of characters in the Breaking Bad franchise#Ximenez Lecerda）：一名為赫克托工作的貨車司機。
- 艾琳·福格蒂（英语：Eileen Fogarty） 飾演 阮夫人（英语：List of characters in the Breaking Bad franchise#Mrs. Nguyen）：一家美甲沙龍的老闆，吉米的房東。
- 喬什·法登（英语：Josh Fadem） 飾演 攝製傢伙（Camera Guy）：一名為吉米工作的新墨西哥大學電影學生。

### 客串角色
- 雷蒙·克魯茲 飾演 杜可·薩拉曼卡（英语：List_of_characters_in_the_Breaking_Bad_franchise#Tuco_Salamanca）：一個冷酷無情、精神嚴重不穩定的墨西哥販毒集團毒販。[3]
- 占姆·比弗 飾演 勞森（Lawson）：一名軍火商。[4]
- 凱爾·伯恩海默（英语：Kyle Bornheimer） 飾演 肯·溫斯（Ken Wins）：一個無禮又傲慢的股票經紀人，之前曾在《絕命毒師》劇集“癌症患者”出現。[5]
- 丹尼爾·蒙卡達（英语：Daniel and Luis Moncada）和路易斯·蒙卡達（英语：Daniel and Luis Moncada） 飾演 萊昂內爾和馬可·薩拉曼卡（英语：List of characters in the Breaking Bad franchise#Leonel and Marco Salamanca）：杜可殘暴的堂親，赫克托的侄子。[6]
- 麥斯希姆諾·阿爾奇尼加（英语：Max Arciniega） 飾演 多明戈·“瘋狂小八”·莫林納（Domingo "Krazy-8" Molina）：重新飾演他在《絕命毒師》中的角色。
- 安·庫薩克（英语：Ann Cusack） 飾演 蕾貝卡·博伊斯（英语：List of characters in the Breaking Bad franchise#Rebecca Bois）：查克的前妻。
- 可莉·杜瓦 飾演 克魯茲醫生（Dr. Cruz）：為查克治療的醫生，懷疑他的病是由心理焦慮引起的。
- 布伦丹·费尔 飾演 鮑爾（Bauer）：一名軍隊上尉。
- 喬·德羅薩（英语：Joe DeRosa (comedian)） 飾演 卡爾德拉醫生（英语：List of characters in the Breaking Bad franchise#Dr. Caldera）：一名獸醫，是麥克與黑社會之間的聯絡人。
- 斯托尼·威斯特摩蘭（Stoney Westmoreland） 飾演 薩克斯頓警官（Officer Saxton）：曾在《絕命毒師》劇集“紅杏出牆（英语：I.F.T. (Breaking Bad)）”出現。
- 德布里安娜·曼西尼（Debrianna Mansini） 飾演 弗蘭（Fran）：一名女侍應，曾在《絕命毒師》劇集“馬德瑞加（英语：Madrigal (Breaking Bad)）”出現。[7]
- 詹妮弗·哈斯蒂（Jennifer Hasty） 飾演 斯蒂芬妮·多斯威爾（Stephanie Doswell）：一名房地產經紀，曾在《絕命毒師》劇集“開放參觀（英语：Open House (Breaking Bad)）”出現。[8]
- 胡安·卡洛斯·坎圖（Juan Carlos Cantu） 飾演 曼努埃爾·瓦加（英语：List of characters in the Breaking Bad franchise#Manuel Varga）：納丘的父親，是一家座椅面料店的老闆兼經理。
- 海莉·福爾摩斯（Hayley Holmes） 飾演 戲劇女孩（Drama Girl）：一名新墨西哥大學電影學生。
- 朱利安·邦飛格里奧（Julian Bonfiglio） 飾演 收音傢伙（Sound Guy）：一名新墨西哥大學電影學生。

## 集數
取每集標題的第一個字母並重新排列會出現“FRINGSBACK”（"Fring's back"；“弗林回來了”）的字樣，預示著《絕命毒師》角色葛斯·弗林將再次登場。
| 總集數 | 集數 （季） | 標題                  | 導演            | 編劇                         | 上線日期      | U.S.收視人數 （百萬） |
| ------ | ----------- | --------------------- | --------------- | ---------------------------- | ------------- | --------------------- |
| 11     | 1           | 轉變 Switch           | 托馬斯·施瑙茲   | 托馬斯·施瑙茲                | 2016年2月15日 | 2.57                  |
| 12     | 2           | 解脫 Cobbler          | 泰瑞·麥克多諾   | 詹妮弗·哈奇森                | 2016年2月22日 | 2.23                  |
| 13     | 3           | 阿馬里洛 Amarillo     | 斯科特·溫南特   | 喬納森·格拉策                | 2016年2月29日 | 2.20                  |
| 14     | 4           | 赤手空拳 Gloves Off   | 亞當·伯恩斯坦   | 戈登·史密斯                  | 2016年3月7日  | 2.20                  |
| 15     | 5           | 蕾貝卡 Rebecca        | 約翰·希班       | 安·切爾基斯（Ann Cherkis）              | 2016年3月14日 | 1.99                  |
| 16     | 6           | 峇里島 Bali Ha'i      | 邁克爾·斯洛維斯 | 詹妮弗·哈奇森                | 2016年3月21日 | 2.11                  |
| 17     | 7           | 充氣廣告人 Inflatable | 科林·巴克西     | 戈登·史密斯                  | 2016年3月28日 | 2.03                  |
| 18     | 8           | 菲菲 Fifi             | 拉里薩·康德拉基 | 托馬斯·施瑙茲                | 2016年4月4日  | 1.93                  |
| 19     | 9           | 一擊即中 Nailed       | 彼得·古爾德     | 彼得·古爾德                  | 2016年4月11日 | 2.06                  |
| 20     | 10          | 一觸即發 Klick        | 文斯·吉利根     | 希瑟·馬里恩（Heather Marion）、文斯·吉利根 | 2016年4月18日 | 2.26                  |

## 製作
2014年6月，AMC在《絕命律師》第一季製作期間已經訂購了13集的第二季，並計劃於2016年播出。2014年11月，第二季由13集被縮短至10集。

### 選角
馬克·馬戈利斯、丹尼爾·蒙卡達和路易斯·蒙卡達重新飾演他們在《絕命毒師》中的角色，分別為杜可的叔叔赫克托·薩拉曼卡以及堂兄弟萊昂內爾和馬可·薩拉曼卡，三人的角色都是墨西哥販毒集團的高級成員。
所有主要演員都繼續主演該季；鮑勃·奧登科克飾演吉米·麥吉爾，喬納森·班克斯飾演麥克·艾曼翠岳，蕾亚·塞洪飾演金·魏斯勒，帕特里克·法比安飾演霍華德·漢姆林，迈克尔·曼多飾演納丘·瓦加以及邁克爾·麥基恩飾演查克·麥吉爾。

### 拍攝
該季於2015年6月，亦即是第一季完結播放的兩個月後開始製作。與其前作《絕命毒師》一樣，《絕命律師》以新墨西哥州阿爾伯克基為背景和拍攝。
在該季首播集的第一個場景中，薩爾（以化名吉恩·塔卡維奇（Gene Takavic）隱藏自己的真實身份）正在內布拉斯加州的Cinnabon工作。這個場景以奧馬哈為背景，但實際上是在新墨西哥州阿爾伯克基的卡頓伍德購物中心拍攝。

## 迴響

### 評價
| 第二季（2016年）：烂番茄追踪到的所有评论家的评论中，正面评论占比 |                                                              |
|                                                                  | 由于已知的技术原因，图表暂时不可用。带来不便，我们深表歉意。 |

《絕命律師》第二季備受好評。根据評論匯總网站爛番茄汇总的182篇评论文章，97%的评论家给予第二季正面评价，使之獲得「認證新鮮」標識，平均打分为8.70分（满分10分）第二季在Metacritic網站上得到「普遍讚譽」，獲得了85/100分（18位影評人）。
《IGN》的特里·施瓦茨（Terri Schwartz）給該季8.7/10分的評價，他稱讚劇中的演出和攝影，但批評該季缺乏焦點並表示：“《絕命律師》第二季有很多值得喜愛的地方，但仍有一些需要改進的地方。”《偏锋杂志》的查克·鮑文（Chuck Bowen）給該季滿分的四顆星評價並寫道：“該劇的劇本與其視覺美學一樣實用和詩意。每一刻都非常緊湊，以不可預測的行為敏銳精確度引領到下一個時刻。”《時代雜誌》的丹尼爾·達達里奧（Daniel D'Addario）稱讚該劇作為外傳能夠脫穎而出之外仍保留前作的一些元素，寫道：“在第二季中，……《絕命律師》通過加深描寫其中一段關鍵關係，讓我們進入一個複雜的新世界。這是外傳作品的最佳狀況：在一個熟悉的世界中開闢全新的主題。”

### 收視率
| 序 | 標題       | 播出日期      | 收視率 （18–49歲） | 收視人数 （百萬） | DVR收視率 （18–49歲） | DVR收視人数 （百萬） | 總收視率 （18–49歲） | 總收視人数 （百萬） |
| -- | ---------- | ------------- | ------------------ | ----------------- | --------------------- | -------------------- | -------------------- | ------------------- |
| 1  | 轉變       | 2016年2月15日 | 1.1                | 2.57              | 1.0                   | 2.14                 | 2.1                  | 4.711               |
| 2  | 解脫       | 2016年2月22日 | 1.0                | 2.23              | 1.0                   | 2.14                 | 2.0                  | 4.371               |
| 3  | 阿馬里洛   | 2016年2月29日 | 1.0                | 2.20              | 1.2                   | 2.61                 | 2.2                  | 4.81                |
| 4  | 赤手空拳   | 2016年3月7日  | 0.9                | 2.20              | 1.2                   | 2.59                 | 2.1                  | 4.79                |
| 5  | 蕾貝卡     | 2016年3月14日 | 0.8                | 1.99              | 1.2                   | 2.63                 | 2.0                  | 4.62                |
| 6  | 峇里島     | 2016年3月21日 | 0.9                | 2.11              | 1.0                   | 2.14                 | 1.9                  | 4.251               |
| 7  | 充氣廣告人 | 2016年3月28日 | 0.8                | 2.03              | 1.2                   | 2.61                 | 2.0                  | 4.64                |
| 8  | 菲菲       | 2016年4月4日  | 0.8                | 1.93              | 1.2                   | 2.68                 | 2.0                  | 4.61                |
| 9  | 一擊即中   | 2016年4月11日 | 0.8                | 2.06              | 1.2                   | 2.67                 | 2.0                  | 4.73                |
| 10 | 一觸即發   | 2016年4月18日 | 0.8                | 2.26              | 1.2                   | 2.52                 | 2.0                  | 4.78                |

^1  由於Live +7收視率不可用，因此使用Live +3收視率。

### 榮譽
| 典禮                         | 類別                                          | 入圍者                                                                                                | 結果 | 來源          |
| ---------------------------- | --------------------------------------------- | --- | ---- | ------------- |
| 第32屆電視評論家協會獎       | 最佳劇情類成就                                | 《絕命律師》                                                                                          | 提名 | [ 43 ]        |
| 第32屆電視評論家協會獎       | 劇情類個人成就                                | 鮑勃·奧登科克                                                                                         | 提名 | [ 43 ]        |
| 第68屆黃金時段艾美獎         | 最佳劇情類劇集                                | 《絕命律師》                                                                                          | 提名 | [ 44 ]        |
| 第68屆黃金時段艾美獎         | 最佳劇情類劇集男主角                          | 鮑勃·奧登科克                                                                                         | 提名 | [ 44 ]        |
| 第68屆黃金時段艾美獎         | 最佳劇情類劇集男配角                          | 喬納森·班克斯                                                                                         | 提名 | [ 44 ]        |
| 第68屆黃金時段創意藝術艾美獎 | 最佳單攝像機劇情類劇集圖像剪輯                | 凱利·狄克遜（Kelley Dixon） ；憑“蕾貝卡”一集                                                                      | 提名 | [ 45 ]        |
| 第68屆黃金時段創意藝術艾美獎 | 最佳單攝像機劇情類劇集圖像剪輯                | 凱利·狄克遜、克里斯·麥卡勒布 ；憑“一擊即中”一集                                                       | 提名 | [ 45 ]        |
| 第68屆黃金時段創意藝術艾美獎 | 最佳喜劇類或劇情類劇集混音（一小時）          | 菲利普·W·帕爾默（Phillip W. Palmer）、拉里·本傑明（Larry Benjamin）、凱文·瓦倫丁（Kevin Valentine） ；憑“一觸即發”一集                              | 提名 | [ 45 ]        |
| 第68屆黃金時段創意藝術艾美獎 | 最佳配角視覺特效 （英語：Primetime Emmy Award for Outstanding Special Visual Effects）                   | 威廉·波洛斯基（William Powloski）、埃里克·肖文（Eric Chauvin）、艾琳·卡諾亞（Erin Kanoa） ；憑“菲菲”一集                                    | 提名 | [ 45 ]        |
| 第7屆評論家選擇電視獎        | 最佳劇情類劇集                                | 《絕命律師》                                                                                          | 提名 | [ 46 ]        |
| 第7屆評論家選擇電視獎        | 最佳劇情類劇集男主角                          | 鮑勃·奧登科克                                                                                         | 獲獎 | [ 46 ]        |
| 第7屆評論家選擇電視獎        | 最佳劇情類劇集男配角                          | 邁克爾·麥基恩                                                                                         | 提名 | [ 46 ]        |
| 2016年美國電影學會獎         | 年度電視節目 （英語：Television Programs of the Year）                       | 《絕命律師》                                                                                          | 獲獎 | [ 47 ]        |
| 第74屆金球獎                 | 劇情類劇集最佳男主角                          | 鮑勃·奧登科克                                                                                         | 提名 | [ 48 ]        |
| 第21屆衛星獎                 | 最佳電視劇——劇情類                            | 《絕命律師》                                                                                          | 提名 | [ 49 ] [ 50 ] |
| 第21屆衛星獎                 | 最佳男主角——劇情類電視劇                      | 鮑勃·奧登科克                                                                                         | 提名 | [ 49 ] [ 50 ] |
| 第21屆衛星獎                 | 最佳男配角——劇集、迷你劇或電視電影            | 喬納森·班克斯                                                                                         | 提名 | [ 49 ] [ 50 ] |
| 第21屆衛星獎                 | 最佳女配角——劇集、迷你劇或電視電影            | 蕾亚·塞洪                                                                                             | 獲獎 | [ 49 ] [ 50 ] |
| 第53屆影音協會獎             | 最佳電視劇集音效混合成就獎——一小時 （英語：Outstanding Achievement in Sound Mixing for Television Series – One Hour） | 菲利普·W·帕爾默、拉里·本傑明、凱文·瓦倫丁、馬特·霍夫蘭（Matt Hovland）、大衛·邁克爾·托雷斯（David Michael Torres） ；憑“一觸即發”一集 | 提名 | [ 51 ]        |
| 第69屆美國編劇工會獎         | 電視：劇情類劇集                              | 《絕命律師》                                                                                          | 提名 | [ 52 ]        |
| 第69屆美國編劇工會獎         | 電視：分集劇情類                              | 戈登·史密斯 ；憑“赤手空拳”一集                                                                        | 提名 | [ 52 ]        |
| 第69屆美國編劇工會獎         | 電視：分集劇情類                              | 希瑟·馬里恩（Heather Marion）、文斯·吉利根 ；憑“一觸即發”一集                                                       | 提名 | [ 52 ]        |
| 第69屆美國編劇工會獎         | 電視：分集劇情類                              | 托馬斯·施瑙茲 ；憑“轉變”一集                                                                          | 提名 | [ 52 ]        |

## 相關媒體

### 《絕命律師：薩爾·古德曼與正義聯盟在法官的掌控之中！》
AMC在2016年2月，亦即是第二季首播之前發行一本名為《絕命律師：薩爾·古德曼與正義聯盟在法官的掌控之中！》（英語：Better Call Saul: Saul Goodman and the Justice Consortium in the Clutches of the Judgernaut!）的數碼漫畫書，作為該劇的相關產品。

### 《閒話律師》
《閒話律師》是由克里斯·哈德維克主持的實況脫口秀，嘉賓們會在節目中討論《絕命律師》的劇集。該季討論了《絕命律師》第二季的首播和結局劇集。

## 外部連結
- 《絕命律師》– 官方網站
- 在Netflix上觀看《絕命律師》
- 互联网电影数据库（IMDb）上《絕命律師》的资料（英文）
- 爛番茄上《絕命律師第二季》的資料（英文）
- Metacritic上《《絕命律師》第二季》的資料